# Schopfheimer Bucht
Die Schopfheimer Bucht ist eine nach geologischen Gesichtspunkten abgegrenzte Landschaft in der Südwestecke des Schwarzwalds. Im Westen ist sie unscharf durch eine Linie Kandern, Lörrach, Grenzacher Horn, der Rheintalflexur (s. u.) folgend, begrenzt, im Süden durch das Hochrheintal. Im Osten endet sie am Steilanstieg des Hotzenwalds, im Norden am Steilanstieg des Schwarzwaldes an einer Linie Kandern – Hausen – Raitbach, die der Schwarzwaldsüdrand-Verwerfung (s. u.) entspricht. Sie umfasst also das Weitenauer Bergland und den Dinkelberg. Die naturräumliche Gliederung der Landesanstalt für Umwelt Baden-Württemberg (LUBW), die nicht nur geologische Aspekte berücksichtigt, schlägt den Nordteil, das Weitenauer Bergland, den Vorberg-Charakter außer Acht lassend, noch zum Südschwarzwald (Nr. 155), den Dinkelberg im Süden (Nr. 161) zum Hochrheingebiet.
Südlich Kandern grenzt die bis hierhin dem Schwarzwald vorgelagerte Vorbergzone nach Osten hin nicht mehr an das Kristallin des Grundgebirges, sondern an die Perm-Trias-Landschaft der Schopfheimer Bucht. Verbindendes Scharnier zwischen beiden Landschaften ist die Rheintalflexur, eine Nord-Süd verlaufende Abbiegezone zwischen Kandern und dem Grenzacher Horn, die sich nach Süden ins Birstal fortsetzt. In ihr tauchen die Schichten der Perm-Trias-Landschaft westwärts in die Tiefe des Oberrheingrabens ab. Diese Flexur bildet die Westbegrenzung der Schopfheimer Bucht.
Ihre Nordgrenze ist die Schwarzwaldsüdrand-Verwerfung Kandern – Raitbach, die Ostgrenze die Wehratal-Bruchzone, Das Aufeinandertreffen dieser Störungen in der Nordostecke der Schopfheimer Bucht erfolgt im stark zerstückelten Bruchschollenfeld von Hasel. Die Südgrenze bildet das Hochrheintal zwischen der Wehramündung und dem Grenzacher Horn. Das Gebiet umfasst also das Weitenauer Bergland mit dem Talraum der Kleinen Wiese, den Talraum der Wiese und den Dinkelberg. Die Schopfheimer Bucht ist als eine südliche Vorbergzone dem Schwarzwald vorgelagert. Gerahmt wird die Bucht in der Südwest-Ecke des Schwarzwaldes von den Schwarzwaldbergen vom Sandel bis zur Hohen Möhr im Norden und im Osten vom vorderen Hotzenwald (dem Vorwald).
Beim Aufsteigen des Schwarzwaldes verharrte die beim Einsinken des Oberrheingrabens abgesenkte und bruchtektonisch vielfach zerlegte Scholle der Schopfheimer Bucht in einer gewissen Höhenlage, sodass sich hier in geschützter Tieflage Schichten des Deckgebirges (Perm und Trias) erhalten konnten, die auf den Höhen des Schwarzwaldes längst der Abtragung zum Opfer gefallen sind. Die Schichten (Rotliegend, Buntsandstein, Muschelkalk und Keuper) steigen nach Norden zum Schwarzwald hin an, was durch eine W-O-Verwerfung im vorderen Wiesental noch verstärkt wird. Deshalb sind nördlich der vorderen Wiese, im Weitenauer Bergland, bereits alle Schichten abgetragen bis auf den Buntsandstein und wenige Reste von Muschelkalk. Auf dem tektonisch tieferen Dinkelberg haben dagegen Muschelkalk, Keuper und Relikte von Unterjura überdauert. (Südlich des Hochrheins sind dann im Tafeljura, der südlichen Fortsetzung der Schopfheimer-Bucht-Scholle, zusätzlich die Juraschichten noch nicht der Abtragung anheimgefallen.)
Das Weitenauer Bergland ist charakterisiert durch Buntsandstein-Tafelberge über permischem Rotliegend (Weitenau-Formation) und Zechstein (Wiesental-Formation). Zwischen diesen Tafelbergen (Munzenberg-Scheinberg-Entegast) und der Schwarzwaldsüdrand-Verwerfung erstreckt sich von der Scheideck bis zum Maiberg eine West-Ost verlaufende Ausräumungszone in den hier tonig-schluffigen Schichten des Rotliegend. Eine Nordwest verlaufende Verwerfung, die von der Alsbachtalmündung bei Maulburg in Richtung Häfnet zieht, tritt markant am nördlichen Wieseufer in Erscheinung. Während man das Buntsandsteinplateau des Scheinbergs erst über steilem Hang in etwas über 500 m ü. NN erreicht, steht westlich der Verwerfung am viel niedrigeren Hang der Buntsandstein unmittelbar über dem Flussbett an.
Der Dinkelberg ist im Wesentlichen eine Muschelkalktafel zwischen vorderer und unterer Wiese im Norden bzw. Westen und dem Hochrhein und der Wehra im Süden bzw. Osten. Im Nordosten endet er an Verwerfungen zwischen Raitbach und Hasel. Die Tafel wird dreigeteilt durch zwei Nordwest-streichende Verwerfungen, die Degerfelden-Verwerfung im Westen und die Maulburg-Schwörstadt-Verwerfung im Osten. Sie begrenzen den zentralen Dinkelberggraben, in dem sich in größerem Umfang Keuper erhalten hat, der auf den flankierenden Hochschollen bis auf wenige kleine Flächen im tiefer lagernden Süden abgeräumt ist. Charakteristisch sind für den Dinkelberg schmale, keilförmige N-S streichende tektonische Gräben, in denen sich eingesackter Keuper und stellenweise Unterjurareste erhalten haben. Die den zentralen Graben flankierenden Horste, vor allem der östliche, zeigen alle Merkmale einer Karstlandschaft: Trockentäler, Dolinen, Karstwannen, Höhlen, Bachschwinden und über dem wasserstauenden Mittleren Muschelkalk Karstquellen. Beim episodisch erscheinenden Eichener See spielt u. a. der Karstwasserspiegel eine gewisse Rolle.
Um Degerfelden und am Nord(-west)rand östlich Maulburg erscheinen unter der hier stärker herausgehobenen Muschelkalkplatte Buntsandstein und Rotliegend. Bei Lörrach sind der Muschelkalktafel in die Flexur gebogene und in Bruchschollen zerlegte Jura-Schichten als Hügelkette vorgelagert.
Im Talraum der Wiese und dem der Kleinen Wiese sind die Schotter ausgebreitet, die beide Flüsse in der letzten Kaltzeit hierher verfrachtet haben. Bedeckt sind sie mit jungem nacheiszeitlichem Auenlehm oder verschiedentlich mit Auensand. Zwischen Fahrnau und Hausen lässt sich ein Hochgestade beobachten, das den Talboden in zwei Niveaus gliedert. Das Tal der vorderen Wiese zwischen Fahrnau und Brombach wird durch eine West-Ost-Störung vorgezeichnet.
Die Bruchtektonik der Schopfheimer Bucht ist im Zusammenhang mit der Bildung des Oberrheingrabens im Tertiär zu sehen. Bei der Absenkung des Grabens ab dem Eozän wurde dessen Randbereich auch im Gebiet der Schopfheimer Bucht in Mitleidenschaft gezogen und wohl ebenso bei der intensiven tektonischen Aktivität im Miozän. Die im Oligozän, spätestens im Miozän (prätorton) entstandenen Keupergräben des Dinkelbergs zeugen von zerrenden Kräften quer zur Grabenachse. Die große Schwarzwaldsüdrand-Verwerfung ist vermutlich schon im Erdaltertum angelegt und im Tertiär reaktiviert worden. Am verstärkten Aufstieg des Schwarzwaldes ab dem Pliozän nahm die Schopfheimer Bucht nicht teil.
Tektonisch besonders stark beansprucht ist die Wehratal-Bruchzone, in der mehrere Nord-Süd verlaufende Verwerfungen den Anstieg zum Hotzenwald vermitteln. Noch stärker von den Vertikalbewegungen betroffen ist das Bruchschollenfeld von Hasel, da sich hier die Schwarzwaldsüdrandverwerfung mit der Wehratal-Bruchzone vergittert, was bei der die Erosion fördernden Zerrüttung des Untergrundes zu der bemerkenswerten Dolinenlandschaft um Hasel führte.